# Certificate in Advanced English

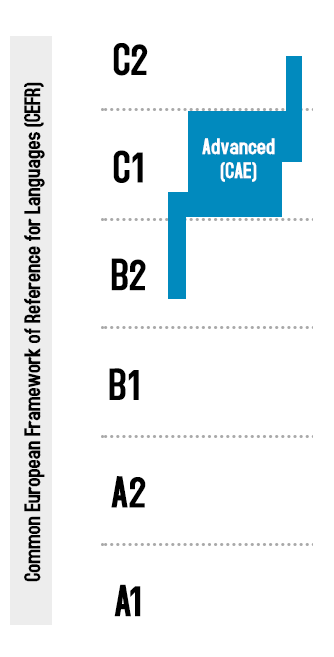

Certificate in Advanced English (CAE) je certifikát udělovaný úspěšným absolventům cambridgeské zkoušky, která testuje angličtinu na úrovni C1. Zkouška potvrzuje, že je úroveň angličtiny uchazeče velmi pokročilá, dosahující plnohodnotného standardu jazyka ve většině situací při práci i při studiu, včetně schopnosti porozumět dlouhým akademickým textům.